# Gijsbertus Maas
Gijsbertus Maas (Zaltbommel, 1545/1546 - 's-Hertogenbosch, 2 juli 1614) was een Nederlands geestelijke en een bisschop van de Rooms-Katholieke Kerk.
Maas studeerde in Leuven waar hij een licentiaat in de godgeleerdheid behaalde. Zijn priesterwijding vond plaats omstreeks 1570. In 1579 werd hij kanunnik en in 1588 plebaan van de kathedraal van 's-Hertogenbosch.
Op 25 oktober 1593 werd Maas benoemd tot bisschop van 's-Hertogenbosch, als opvolger van Clemens Crabeels die op 22 oktober 1592 was overleden. Zijn bisschopswijding vond plaats op 7 maart 1594; zijn wapenspreuk was: Omnia mors aequat (de dood maakt allen gelijk).
Maas' episcopaat viel gedeeltelijk samen met het Twaalfjarig Bestand, waardoor hij de situatie in zijn bisdom weer enigszins kon herstellen. Hij bevorderde de vestiging van de Jezuïeten in 's-Hertogenbosch in 1609. Hij bezocht de kerken die geleden hadden onder de Beeldenstorm en hield in 1612 een tweede diocesane synode.
Het praalgraf van Maas bevindt zich in de Sint-Janskathedraal en is in barokke stijl uitgevoerd. Hierop is een knielende bisschop Masius te zien. Het is het enige bisschopsgraf in Nederland dat dateert van ná de Middeleeuwen. Het monument is uitgevoerd door de Antwerpenaar Hans van Mildert, die ook het hoofdaltaar heeft ontworpen, dat echter in de 19e eeuw werd vernield en vervangen door een neogotisch altaar.

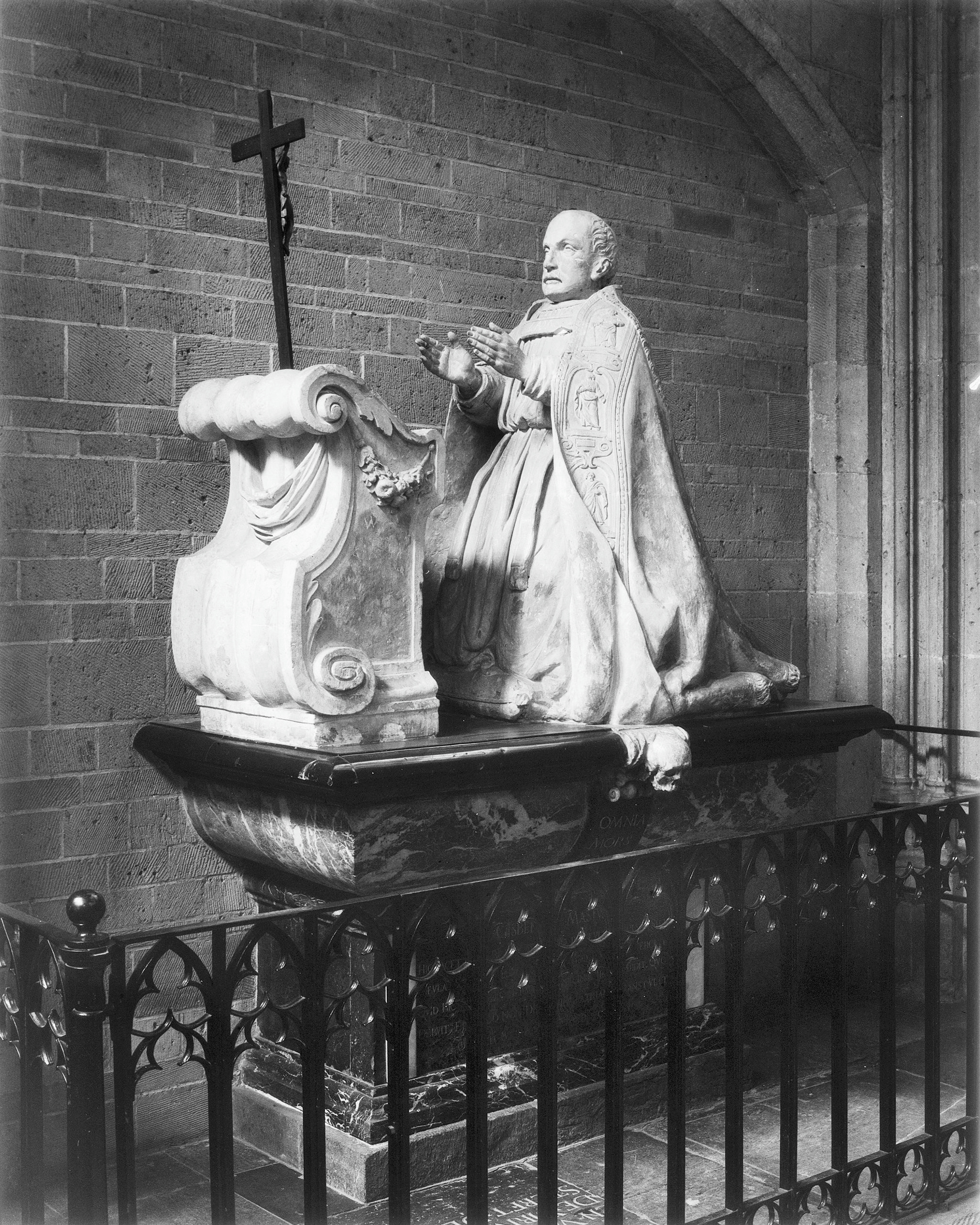
Grafmonument in de Sint Janskathedraal (1951)
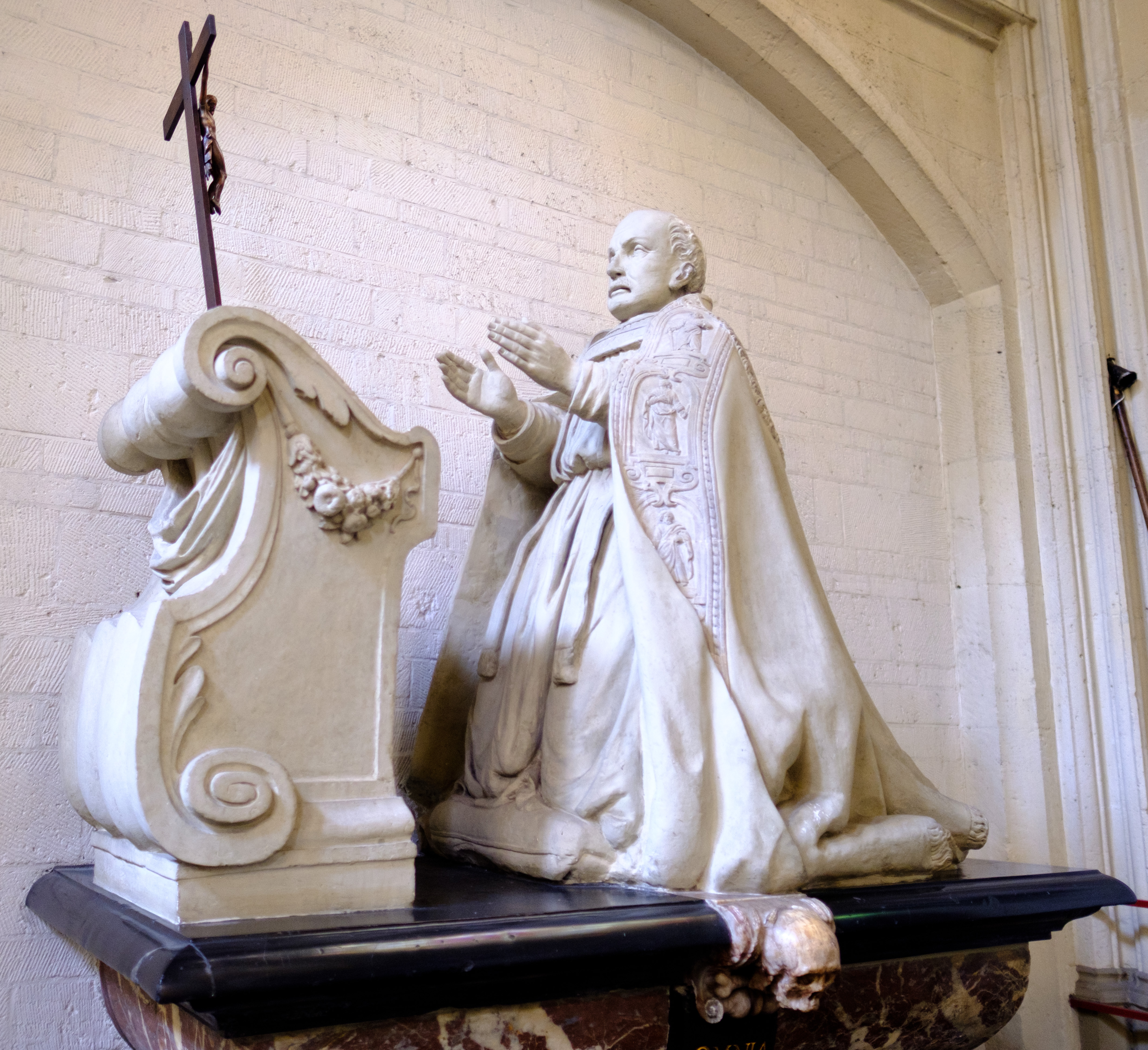
Close-up van het beeld boven het praalgraf

- Biografisch Portaal: 60727908
- International Standard Name Identifier: 0000 0003 9329 0010
- Virtual International Authority File: 287557746